# Ving Rhames
Irving Rameses "Ving" Rhames, född 12 maj 1959 i New York i New York, är en amerikansk skådespelare som studerade vid Juilliard School of Drama. Han startade inom teatern i New York, och blev via såpoperor senare känd igenom filmen Pulp Fiction där han spelade rollen som Marsellus Wallace. 1998 vann han en Golden Globe för rollen som Don King i en TV-film. I sitt tacktal kallade Rhames upp Jack Lemmon (som också var nominerad i samma kategori) på scenen och gav priset till honom.

## Filmografi (i urval)
- 1989 – Uppgörelsen
- 1991 – Ondskans hus
- 1992 – Stopp! Annars skjuter morsan skarpt
- 1993 – Blood In Blood Out
- 1993 – Dave
- 1994 – Pulp Fiction
- 1995 – Dödskyssen
- 1996 – Mission: Impossible
- 1996 – Striptease
- 1997 – Con Air
- 1998 – Out of Sight
- 1999 – Entrapment
- 2000 – Mission: Impossible II
- 2001 – Final Fantasy: The Spirits Within (röst)
- 2002 – Lilo & Stitch (röst)
- 2003 - Mission: Impossible - Operation Surma (röst i dataspel)
- 2004 – Dawn of the Dead
- 2006 – Mission: Impossible III
- 2007 – Härmed förklarar jag er Chuck och Larry
- 2008 – Day of the Dead
- 2009 – Surrogates
- 2009 – The Goods: Live Hard, Sell Hard
- 2009 – Echelon Conspiracy
- 2010 – Piranha 3D
- 2011 – Mission: Impossible – Ghost Protocol
- 2011 – Zombie Apocalypse
- 2012 – Piranha 3DD
- 2012 – Won't Back Down
- 2013 – Death Race 3: Inferno
- 2013 – Force of Execution
- 2015 – Mission: Impossible – Rogue Nation
- 2017 – Guardians of the Galaxy Vol. 2
- 2017 – Father Figures
- 2018 – Mission: Impossible – Fallout
- 2023 – Mission: Impossible – Dead Reckoning Part One
- 2025 – Mission: Impossible – The Final Reckoning

### TV-roller (i urval)
- 1987 – Pluton B i Vietnam (TV-serie)
- 1994-1996 - Cityakuten (återkommande gästroll i Säsong 1)
- 2025 – Dope Thief (TV-serie)